# Зајонс Хил
Зајонс Хил (енгл. Zion's Hill) познат по бившем имену Хелс Гејт (енгл. Hell's Gate) је треће по величини насеље на острву Саба, које је у саставу Карипске Холандије у Карипском мору. Становништво је малобројно, свега 283 особе по подацима из 2001.
У насељу је смештен мали аеродром.